# Melophorus laticeps
Melophorus laticeps är en myrart som beskrevs av Wheeler 1915. Melophorus laticeps ingår i släktet Melophorus och familjen myror. Inga underarter finns listade i Catalogue of Life.